# Sikorsky SH-3 Sea King
Cet article court présente un sujet plus développé dans : Sikorsky S-61.

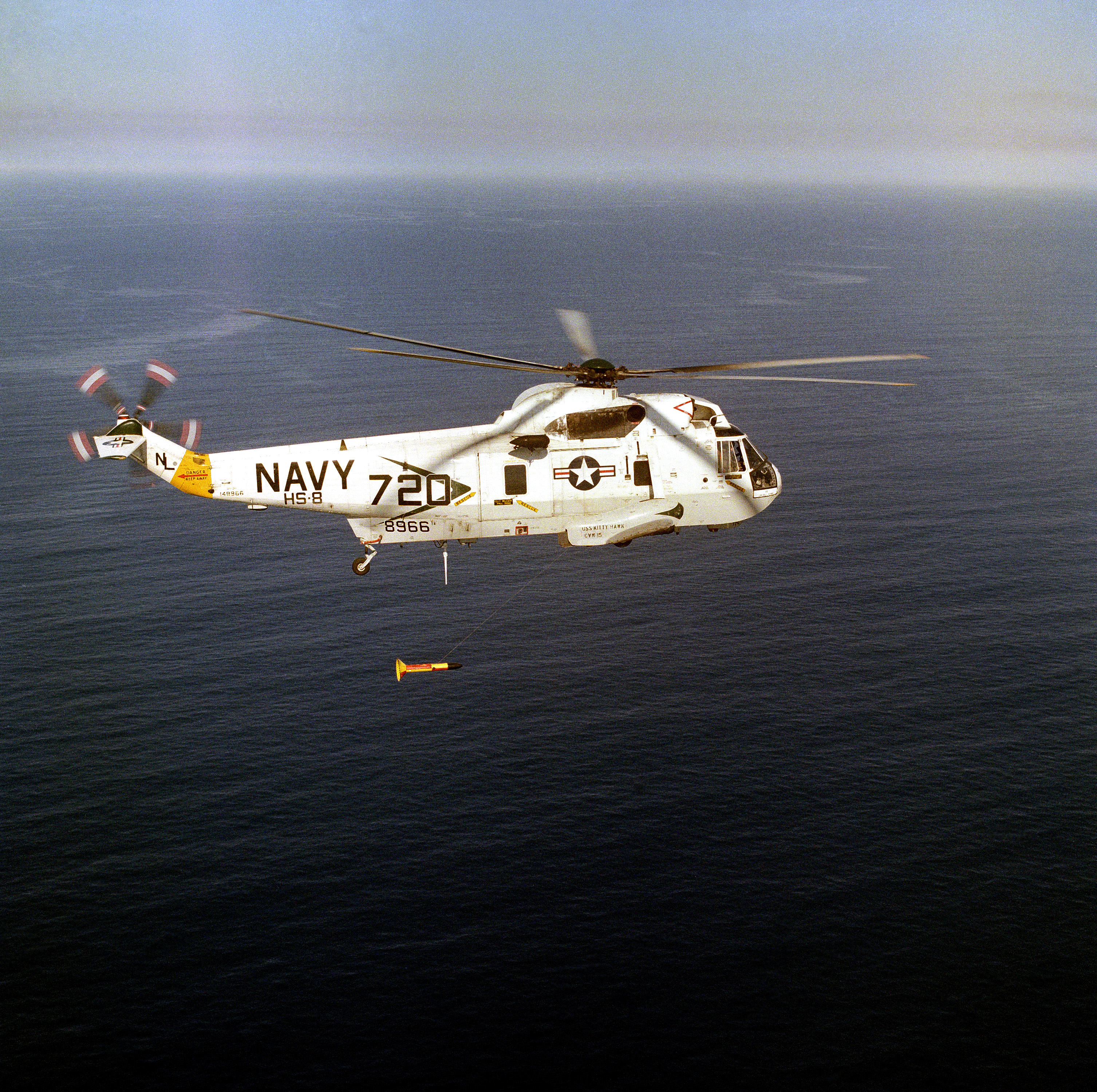
Un appareil de l'US Navy avec un détecteur d'anomalie magnétique vers 1980.

Le Sikorsky SH-3 Sea King est la dénomination militaire du Sikorsky S-61. Il s'agit d'un hélicoptère bi-turbine de lutte anti-sous-marine et de sauvetage en mer.

## Histoire
Son premier vol a eu lieu le 11 mars 1959. Il est en service de 1961 à 2006 dans l'United States Navy.
Il a été construit sous licence au Japon par Mitsubishi, en Italie par Agusta et au Royaume-Uni sous la désignation Westland WS-61 Sea King.

## Opérateurs

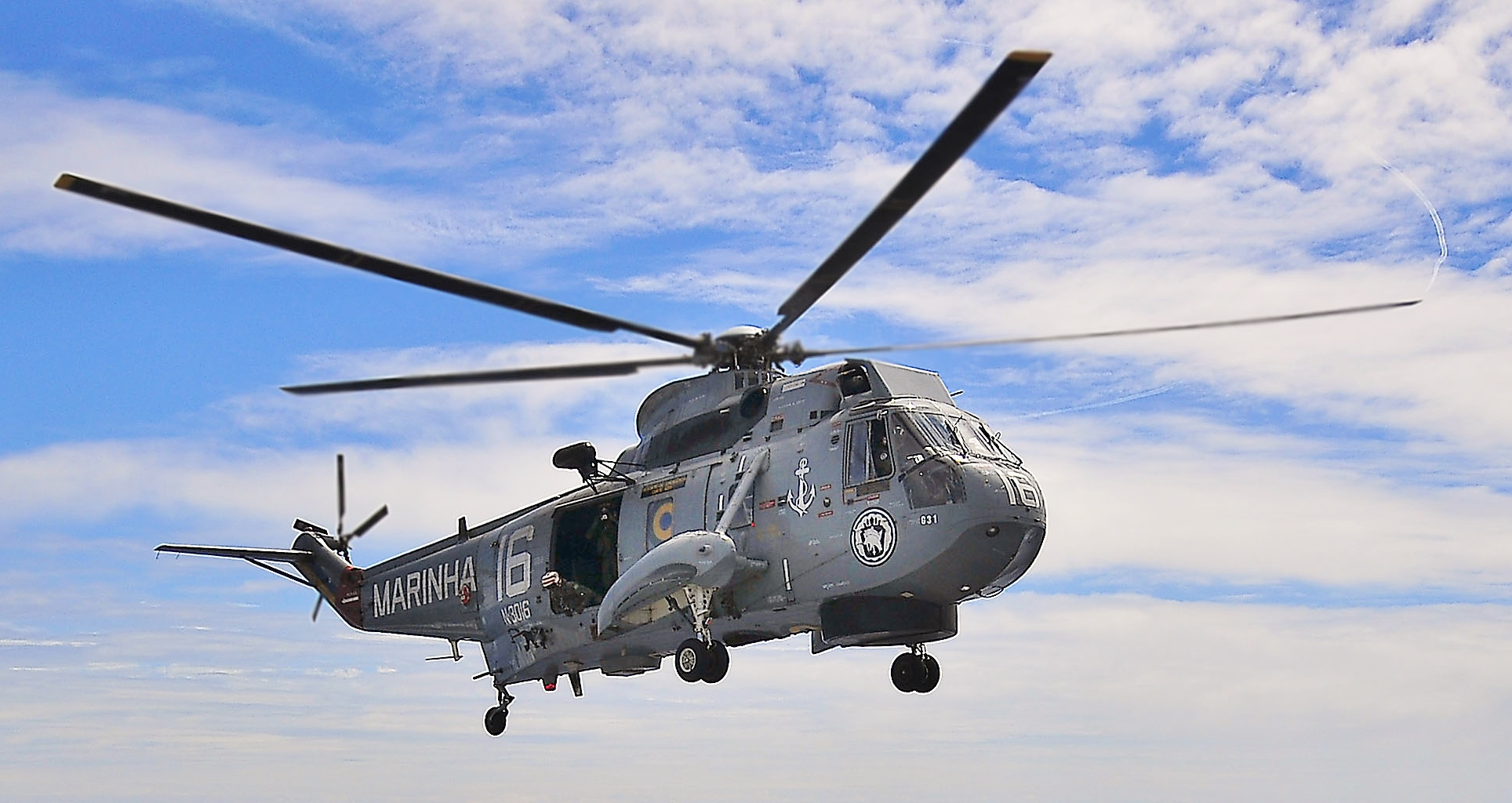
Sea King brésilien

Argentine
- Argentine Naval Aviation[1]

 Brésil
- Marine brésilienne[1]

 Inde
- Marine indienne[1] 6 UH-3H ex-US Navy achetés en 2007, retirés du service le 28 juin 2024, remplacés par le Sea King Mk42C[2]

 Indonésie
- National Disaster Management Authority – An S-61A is leased from Cardig Air[3],[4],[5].

 Iran
- Marine iranienne[1]

 Malaisie

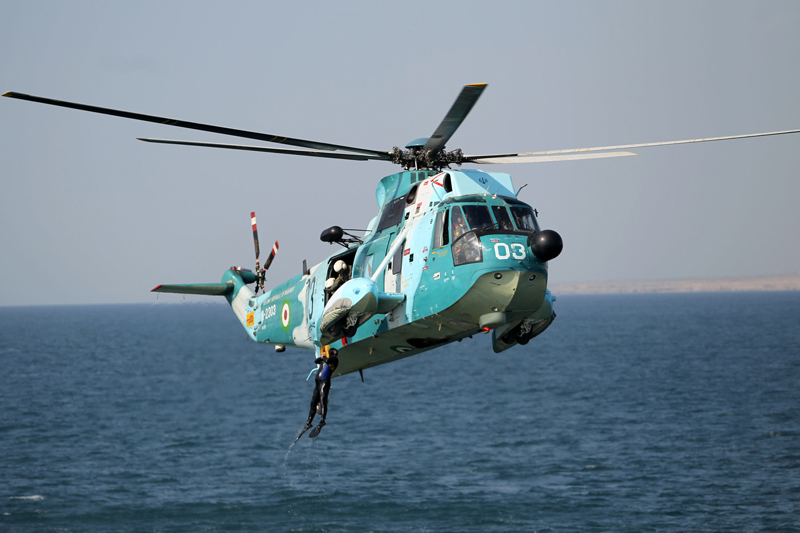
Navy Sea King iranien en 2012

- Aviation de l'armée malaisienne – ex-RMAF

 Pérou
- Marine péruvienne[1]SH-3H Sea King de la marine espagnole en 2009. Les 6 derniers sont achetés en 2022 pour la marine péruvienne pour 600 euros et livrés en septembre 2023[6].

 États-Unis

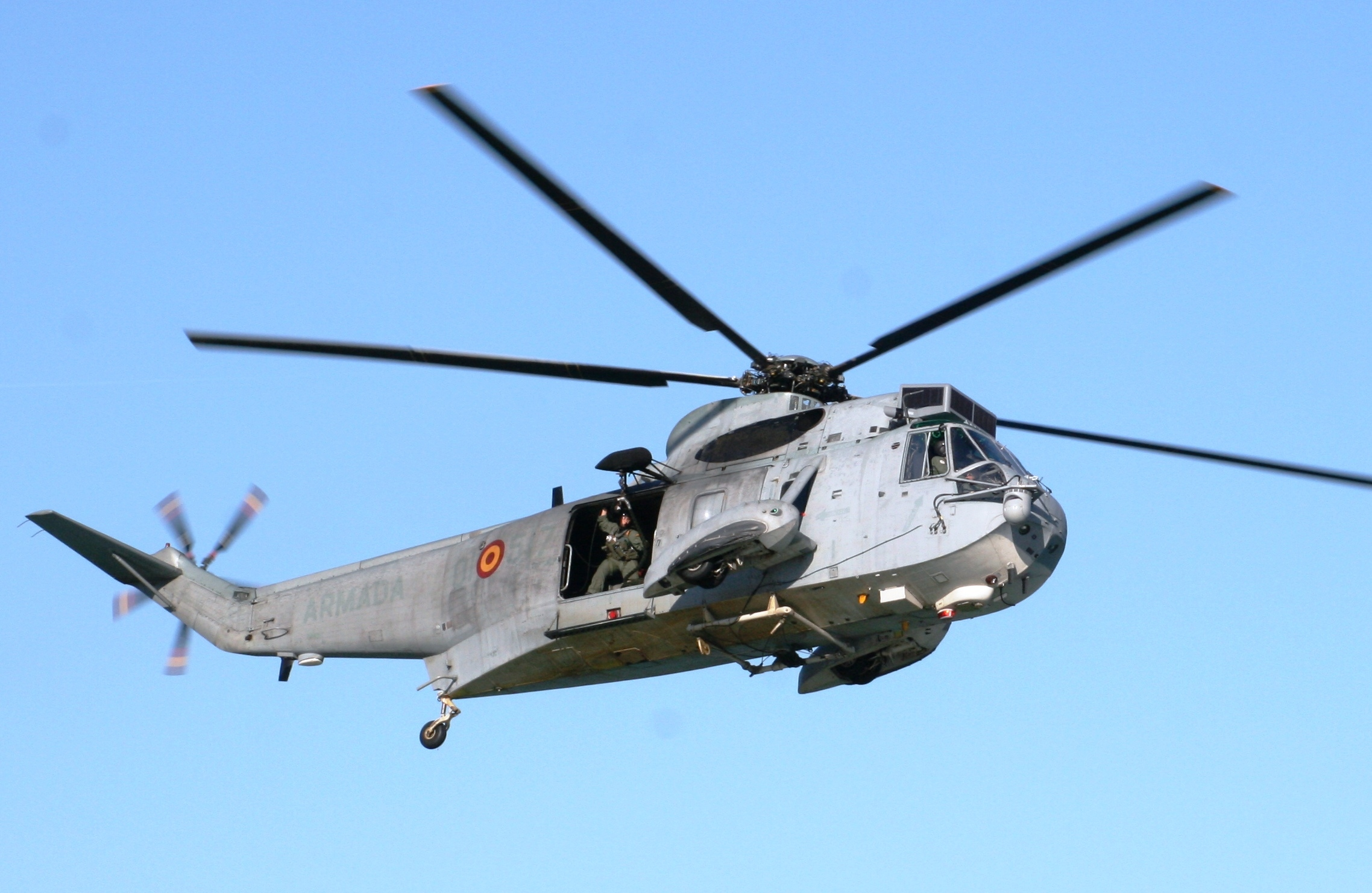
SH-3H Sea King de la marine espagnole en 2009. Les 6 derniers sont achetés en 2022 pour la marine péruvienne pour 600 euros et livrés en septembre 2023.

- United States Marine Corps Aviation[7]

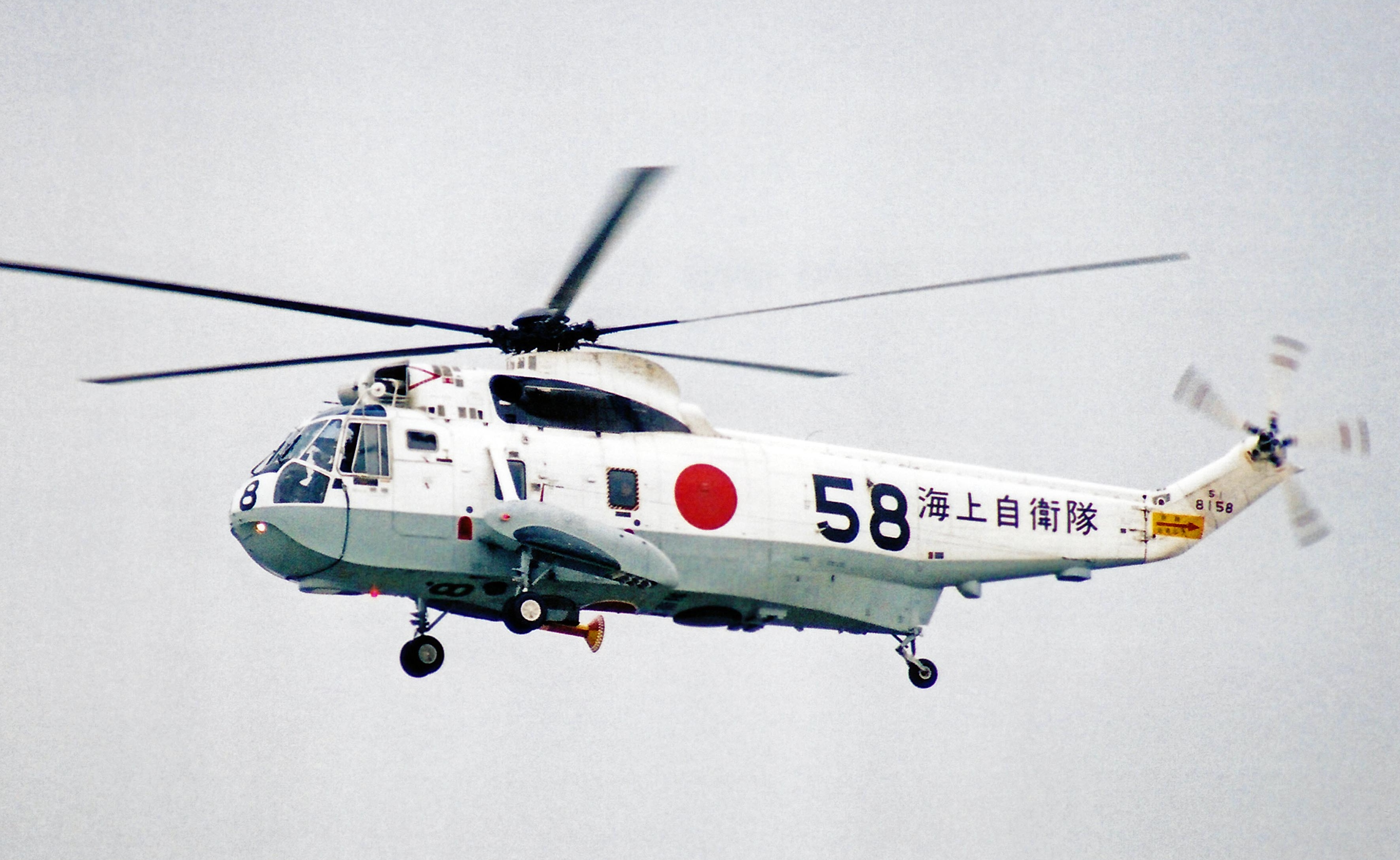
Sikorsky S-61 japonais

  - HMX-1[7]

 Venezuela
- Venezuelan Army[1]

### Anciens opérateurs

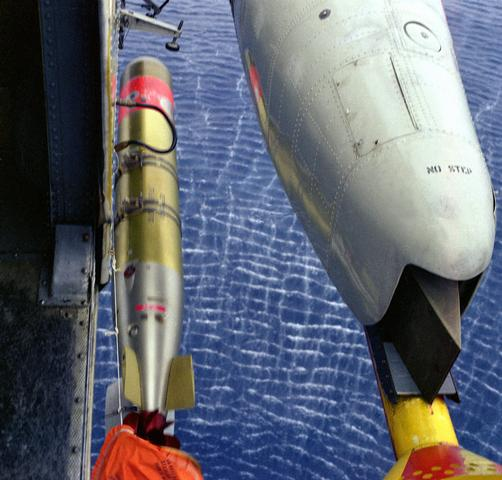
Avec torpille MK43 et un détecteur d'anomalie magnétique

Canada
- Marine royale canadienne[8] – transferred to Air Command in 1968
- Aviation royale canadienne (Voir : CH-124 Sea King) – retiré en décembre 2018[9]

 Danemark
- Force aérienne royale danoise [10],[11],[12]

 Espagne
- Marine espagnole[1]. 18 commandés en 1966, retrait des 6 derniers le 30 juin 2022[13]-

 Irak
- Force aérienne irakienne[14]

 Italie
- Aeronautica Militare[15] – retired in September 2014[16]
- Marina Militare[1] – retiré en juin 2013[17]

 Japon
- Force maritime d'autodéfense japonaise[18],[19]

 Malaisie
- Force aérienne royale de Malaisie –  touts transférés to Aviation de l'armée malaisienne

 Arabie saoudite
- Force aérienne royale saoudienne[20]

 États-Unis
- L.A. County Sheriff's Department[21],[22]
- United States Navy[23]